# 新・演歌名曲コレクション2 -愛しのテキーロ/男花-
『新・演歌名曲コレクション2 -愛しのテキーロ/男花--』は、氷川きよしのアルバム。日本コロムビアから2015年12月1日に発売された。

## 概要
Aタイプ・初回完全限定スペシャル盤とBタイプ・通常盤の二種リリース。Aタイプには「素敵なバースディ」のMVが収録されたDVD付。
Aタイプ・Bタイプそれぞれ、絵柄別のスペシャルステッカーを封入。ジャケット写真及び歌詩ブックレットの写真内容が異なる。

## 収録曲
1. 男花（シングルバージョン）　[4:18]
  - 作詩・作曲:梅原晃
  - 補作詩:ヒロコウメフジ
  - 編曲:野中“まさ”雄一
  - ストリングスアレンジ:石倉重信
2. 御免　[4:42]
  - 作詩:朝倉翔
  - 作曲:大谷明裕
  - 編曲:伊戸のりお
3. 昭和ノスタルジー　[4:22]
  - 作詩:仁井谷俊也
  - 作曲:四方章人
  - 編曲:丸山雅仁
4. 戻り雨　[4:05]
  - 作詩:仁井谷俊也
  - 作曲:桧原さとし
  - 編曲:丸山雅仁
5. 貴男がすべて…　 [4:33]
  - 作詩:仁井谷俊也
  - 作曲:宮下健治
  - 編曲:石倉重信
6. 愛しのテキーロ　[4:33]
  - 作詩:橋詰亮子
  - 作曲:YORI
  - 編曲:中山聡
  - ストリングスアレンジ:石倉重信
7. 函館の女　[3:14]
  - 作詩:星野哲郎
  - 作曲:島津伸男
  - 編曲:石倉重信
  - オリジナル歌唱:北島三郎
8. 夢追い酒　[4:00]
  - 作詩:星野栄一
  - 作曲:遠藤実
  - 編曲:石倉重信
  - オリジナル歌唱:渥美二郎
9. もう一度逢いたい　[2:59]
  - 作詩:山口洋子
  - 作曲:野崎真一
  - 編曲:石倉重信
  - オリジナル歌唱:八代亜紀
10. 弁天小僧　[2:54]
  - 作詩:佐伯孝夫
  - 作曲:吉田正
  - 編曲:石倉重信
  - オリジナル歌唱:三浦洸一
11. ひばりの佐渡情話　 [4:24]
  - 作詩:西沢爽
  - 作曲:船村徹
  - 編曲:石倉重信
  - オリジナル歌唱:美空ひばり
12. 夫婦春秋　[4:08]
  - 作詩:関沢新一
  - 作曲:市川昭介
  - 編曲:石倉重信
  - オリジナル歌唱:村田英雄
13. 素敵なバースディ（ボーナス・トラック）　[5:02]
  - 作詩:冬弓ちひろ
  - 作曲:伊藤薫
  - 編曲:石倉重信、藤林昌彦